# Neyron
Neyron – miejscowość i gmina we Francji, w regionie Owernia-Rodan-Alpy, w departamencie Ain.

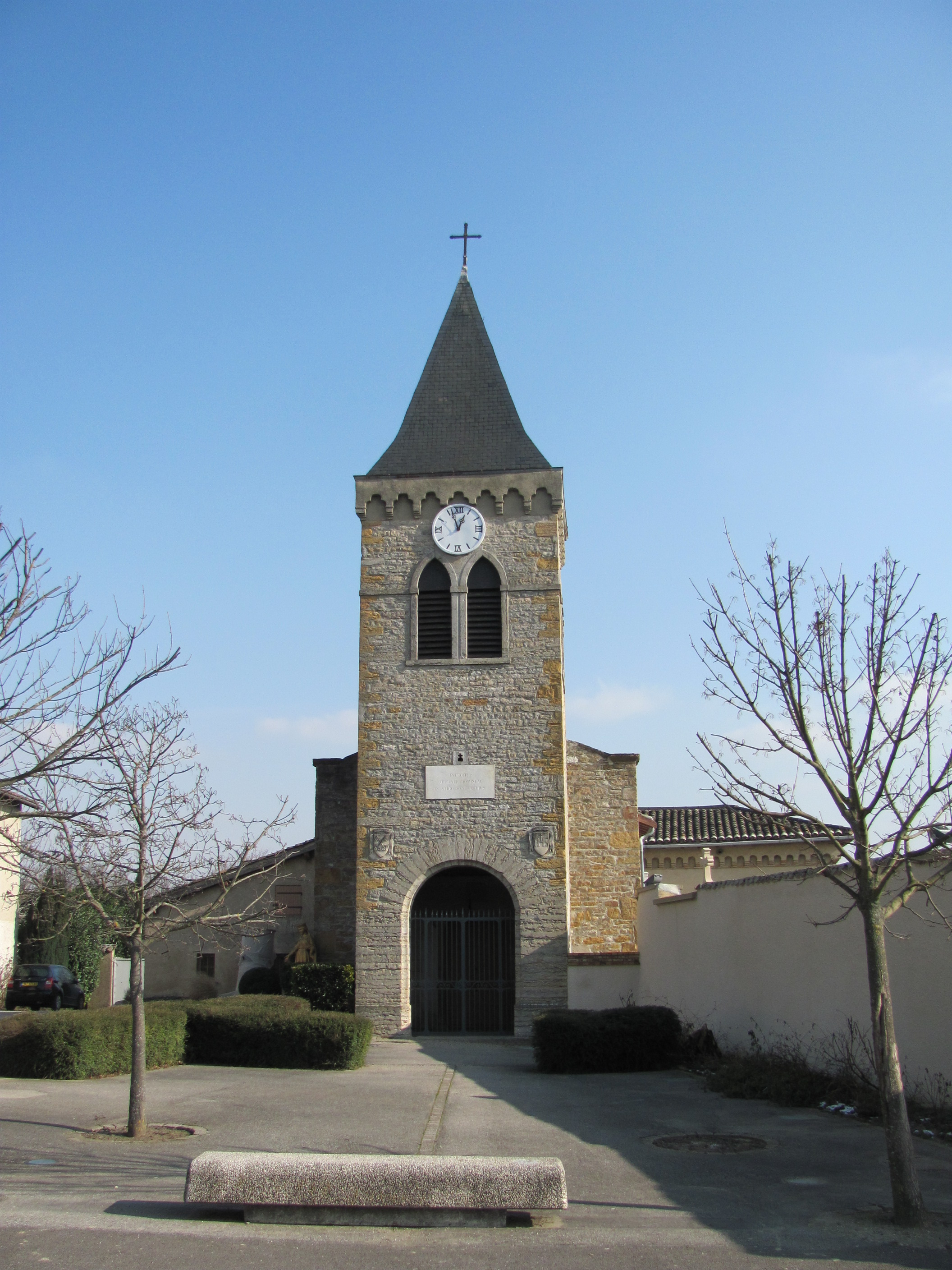
Kościół św. Didiera (2012)

## Demografia
Według danych na styczeń 2012 roku gminę zamieszkiwało 2548 osób, a gęstość zaludnienia wynosiła 475,4 osób/km².